# Цой Віталій Ігорович
Віта́лій І́горович Цой — сержант Збройних Сил України, учасник російсько-української війни, що загинув у ході російського вторгнення в Україну в 2022 році.

## Життєпис
Віталій Цой народився Віталій 22 вересня 1979 року у місті Вільногірськ на Дніпропетровщині. Навчався у середній загальноосвітній школі № 1 в рідному місті. Потім, з 1997 по 1999 рік виконував військовий обов'язок на відомому українському фрегаті «Гетьман Сагайдачний». Мав звання головного старшини Військово-морських сил України. Після демобілізації працював токарем. Останнє місце роботи — ТОВ "ПП «Гідроспецсервіс». З початком повномасштабного російського вторгнення в Україну 2 березня 2022 року був мобілізований. У складі 17-ї окремої Криворізької танкової бригади ім. Костянтина Пестушка. Пізніше перейшов до складу 25-ї окремої повітрянодесантної бригади. Загинув Віталій Цой 12 квітня 2022 року внаслідок ворожого артобстрілу під час виконання бойового завдання біля міста Попасна Луганської області. Прощання із загиблим відбулося 15 квітня 2022 року біля Палацу культури та спорту «Металург». Поховали Віталія Цоя на Алеї Слави міського цвинтаря Вільногірська на Дніпропетровщині.

## Нагороди
- Орден «За мужність» III ступеня (2022, посмертно) — за особисту мужність і самовіддані дії, виявлені у захисті державного суверенітету та територіальної цілісності України, вірність військовій присязі[3][4].